# 진위면
진위면(振威面)은 대한민국 경기도 평택시에 있는 면이다. 면적은 34.1km2로 인구는 약 13,680명이다. 면사무소 소재지는 봉남리이다. 옛 진위군의 중심지였으며, 1926년까지 군청 소재지였다.

## 법정리
- 가곡리(佳谷里)
- 갈곶리(葛串里)
- 견산리(見山里)
- 고현리(高峴里)
- 동천리(東泉里)
- 마산리(馬山里)
- 봉남리(鳳南里)
- 신리(新里)
- 야막리(野幕里)
- 은산리(銀山里)
- 청호리(淸湖里)
- 하북리(下北里)

## 교통
도로교통으로는 면 외곽의 하북리를 통과하는 평택 시내와 오산으로 연결되는 국도 제1호선과 하북리에서 면사무소로 이어지는 지방도 제314호선이 있다. 또 고속도로는 경부고속국도가 고현리를 통과하고, 오산 나들목이 면에서 가까운 위치에 있다.
철도교통으로 경부선이 통과하여 진위역이 하북리의 평택화물터미널 앞에 있다. 급행열차와 일반열차는 정차하지 않고, 승,하차량은 적으나, 꾸준히 늘어나고 있다.
삼경운수,성우운수 300//301번 노선의 차고지이다.

## 산업
- 롯데웰푸드 평택공장이 있다.
- LG전자 디지털파크와 매일유업이 있다.
- Hy 평택공장이 있다.

## 교육
- 갈곶초등학교
- 진위초등학교
- 진위중학교
- 진위고등학교